# Heinrich Finck
Pour les articles homonymes, voir Finck.
Heinrich Finck, né en 1444 ou 1445 à Bamberg et mort le 9 juin 1527 à Vienne, était un maître de chapelle et compositeur de la Renaissance. Influencé par l'école franco-flamande, il est l'un des grands polyphonistes allemands de la Renaissance. Il se situe par son style entre Johannes Ockeghem et Josquin des Prés. Son élève Thomas Stoltzer devint un compositeur de renom au XVIe siècle.

## Biographie
Il a vécu à Cracovie, Stuttgart, Salzbourg et Vienne. Il a travaillé à la cour des rois de Pologne, à celle des princes-évêques de Salzbourg et à celle des Habsbourg à Vienne.

## Œuvres
Compositeur prolifique, il a écrit des œuvres religieuses et profanes, dans des genres aussi variés que la messe, le motet, l'hymne et la chanson allemande.

## Discographie
- Missa Dominicalis und Lieder - Ensemble Stimmwerck (2006, Cavalli Records)[1].